# Afsnit af The Julekalender
The Julekalender er en dansk julekalender fra 1991, som er skrevet og instrueret af Hans-Erik Saks og komikergruppen De Nattergale og produceret af Saks Film for TV 2. Julekalenderen blev sendt på TV 2 for første gang i 1991, og er siden blevet genudsendt på samme kanal og senere på TV 2 Charlie i 1994, 2001, 2008, 2010-2013 og 2017-2024. Kalenderen består af 24 afsnit á varierende længde og medvirkende er Viggo Sommer, Carsten Knudsen og Uffe Rørbæk Madsen, der alle spiller to roller.
| Afsnit | Resume | Sange, der synges             | Længde |
| ------ | --- | ----------------------------- | ------ |
| 1      | I den fjerneste ende af verden ligger den ældgamle nisse, Gammel Nok (Poul Bundgaard), for døden, da spilledåsen, der spiller hans livsmelodi er ved at stoppe. Nøglen til at trække spilledåsen op igen blev for mange år siden efterladt i Jylland, hvor de farlige nåsåer fordrev alle nisserne fra deres huler og tvang dem i skjul ved verdens ende. Gammel Nok sender de tre nisser, Fritz (Viggo Sommer), Hansi (Uffe Rørbæk Madsen) og Gynther (Carsten Knudsen) af sted til det kolde Jylland for at hente nøglen til spilledåsen. Nisserne flyver afsted i deres flyvemaskine, som løber tør for benzin netop som de ankommer til Jylland, og nisserne må nødlande på en kartoffelmark. Flyets proper bliver bøjet i styrtet. En storm raser i Jylland på tidspunktet, og med hjælp fra et gammel landkort og deres bog "Den store Bog" (som kan give svar på alt), finder de til sidst frem til hulen. I nærheden af hulen og ejerne af kartoffelmarken, bor kartoffelavler Oluf Sand (Viggo Sommer) med hans kone Gertrud (Carsten Knudsen) og deres hund, Emil. Oluf nyder at sidde og læse avis i ro og fred, mens Gertrud er et sludrechatol, som glæder sig meget til jul. Hun ønsker sig en foodprocessor, hvilket hun højlydt ytrer, samtidig med at hun brokker sig over at hun ikke kan finde sin kasse med julepynt. Imens er en mystisk person på vej i mørket. |                               |        |
| 2      | Nisserne finder nøglen i hulen, men kan ikke komme hjem, på grund af problemet med propellen. Fritz overdrager ansvaret for nøglen til Hansi. Gertrud Sand har travlt med at snakke i telefon med sin søster, mens Oluf bakker på sin pibe. Gertrud må i gang med at lave julepynt - det er jo “slet æt for tidlig å kom' i gang med det!” Den mystiske fremmede er stadig på vej i mørket. | "It's hard to be a nissemand" |        |
| 3      | Nisserne forsøger at finde en løsning på problemet med den bøjede propel. Efter flere mislykkede forsøg på at rette den ud, finder de svar i Den store Bog: "If your propel is so bøjet that you cannot ret' it up then snit a new from a piece of tree". Hansi må ud og finde træ, som Gynther kan snitte i - it's hard to be a nissemand! Mens Oluf har gang i en vældig kabale, er Gertrud optaget af at kigge i julekataloger. Hun er stadig vældig betaget af foodprocessoren, som både kan skære, snitte, partere, centrifugere, og meget andet. Hun foreslår Oluf, at de køber den på afbetaling, men Oluf vil ikke købe noget, hvis det ikke er kontant. I mørket udenfor er den mystiske person stadig på vej – men hvorhen? |                               |        |
| 4      | Hansi kommer udmattet tilbage til hulen med et stykke træ, og Gynther kan begynde at snitte propellen. Imens opdager Hansi en øltønde, med hvidtøl i. Gertrud Sand er begyndt med juleforberedelserne, og beslutter sig for både at lave klejner og honningkager. Hun får imidlertid brug for Olufs hjælp til at hænge en juledekoration op over døren. Den mystiske person bevæger sig stadig rundt i mørket. |                               |        |
| 5      | Midt i aftensmaden bliver Oluf og Gertrud forstyrret, da en fremmede pludselig står udenfor deres vindue. De lukker manden ind, som viser sig at være den københavnske handelsrejsende Benny (Uffe Rørbæk Madsen). Benny fortæller at hans bil er helt brudt sammen, og det lykkedes Benny at overtale familien Sand til at lade ham blive natten over. Men har denne Benny en pose? Er der mel i den? Og er det i så fald rent? I hulen arbejder Gynther fortsat på snitteriet. Hansi bliver beordret at feje spånerne op, men får problemer med ryggen. |                               |        |
| 6      | Oluf og Benny er taget ud for at se på Bennys bil, men bilen er væk. Ifølge Benny er den stjålet af mafiaen, og det lykkes ham at få lov at blive hos Sands endnu en nat. Nisserne finder flere instrumenter i hulen, og spiller "Long Time Ago In Betlehem", som Hansi engang har lært af den gamle forretningsnisse, onkel Fifi. | "Long Time Ago In Bethlehem"  |        |
| 7      | Mens Gertrud har svært ved at beslutte sig for hvor kirken skal stå, fortæller Benny om det gamle firma "Kock Sokker & Sko", som producerer silkesokker, og får desuden overbevist Oluf om, at "pommes frites" på dansk betyder "frilandskartofler". Klokken bliver til sidst så mange, at han får lov at overnatte endnu en gang. Gynther kommer til skade med sin hånd, og må holde en pause med snittearbejdet. |                               |        |
| 8      | Benny er begyndt at stille besynderlige spørgsmål, såsom om familien Sand har en brønd, om den i så fald er så stor at man kan bo i den, eller om de har set noget til nogle nisser. Gynther mener, han snart kan være færdig med propellen, og Hansi må derfor ud for at lede efter benzin til flyvemaskinen. Men i skoven taber han landkortet, der viser vejen tilbage til hulen. |                               |        |
| 9      | Mens Gertrud fortsat hænger julepynt op, viser Benny nogle af sine korttricks til Oluf. Oluf har fundet det gamle landkort i skoven, og Benny viser sig at være meget interesseret i det. Han påtager sig alene at tage ned på Lokalhistorisk Museum for at snakke med inspektøren om det. Hansi vender træt tilbage med benzinen, som han har fundet på kartoffelavlergården |                               |        |
| 10     | I Den store Bog læser nisserne om de onde Nåså'er. De finder ud af, at de i dag har taget menneskeskikkelse, men at de ved at drikke spiritus vender tilbage til deres oprindelige udseende, med hugtænder og briller. Gynther mener, at propellen vil blive færdig i morgen. Gertrud skal ha' si' sager, og brokker sig over Oluf og Bennys dovenskab. Imens låner Benny Olufs cykel, og tager af sted med landkortet - men ikke ind til byen. Han tager ud i skoven i stedet. |                               |        |
| 11     | Propellen er færdig, men Gynther har snittet den 5 gange for lille. Fritz flipper ud, og forsvinder ud af hulen. Hansi beslutter sig for at hente træ til en ny propel, men Gynther bliver imidlertid slået ned. Gertrud kan ikke forstå, hvor Benny bliver af. Hun får Oluf til at ringe til sygehuset, for at høre om Benny er blevet indlagt der. Men deres Edb-udstyr er brændt sammen, så de kan ikke give nogen melding om Benny. |                               |        |
| 12     | Fritz vender tilbage til hulen, og Hansi kommer med nyt træ. De finder Gynther bevidstløs, og da han kommer til sig selv, taler han tysk. Da de vil søge hjælp i Den store Bog, opdager de, at den er væk. Benny kommer tilbage med en stor bog, som han siger, han har fået på Lokalhistorisk Museum. Han overtaler Oluf og Gertrud til at lade ham blive i et par uger endnu, da han siger han har fået ferie fra firmaet. |                               |        |
| 13     | Fritz og Hansi forsøger at hitte ud af, hvad Gynthers tyske bemærkninger betyder. Da de finder en hat, som formodentlig har tilhørt ham, der stjal bogen, bruger de Gynther som sporhund, og finder frem til kartoffelavlergården. Hansi får her et øje til "the kartoffelwoman". Benny læser ihærdigt i Den store Bog, men vil ikke fortælle noget om, hvad der står i den. Der går ild i en af Gertruds juledekorationer, og Oluf forsøger at bortforklare en kartoffelhandel med en sort Morris 1000. |                               |        |
| 14     | Benny opdager store muligheder med de gule sider i Den store Bog. Samtidig eksploderer kaffekanden, og rådhusklokkerne i København begynder pludselig at spille "Hans far var vognmand i Slagelse". Gertrud kan fortsat ikke finde den store kasse med julepynt. Hansi slår ved et uheld Gynther ned med kævlen, men da han vågner op, er han igen sig selv |                               |        |
| 15     | Benny har fødselsdag, og Oluf får ham derfor lokket til at drikke kaffepunch. Som aftenen skrider frem, ryger der flere ned, og Bennys ansigt ændrer pludselig udseende. Nisserne tager op til kartoffelavlergården, for at stjæle bogen tilbage. Men da de gennem vinduet ser Benny forvandle sig til en Nåså'er, løber de tilbage til hulen for at gennemtænke situationen. |                               |        |
| 16     | Gynther kan ikke snitte uden Den store Bog, og Fritz planlægger, at de vil stjæle bogen tilbage fra kartoffelavlerne. Oluf og Benny har tømmermænd, og Gertrud må spise blodpølse alene. Bennys tømmermænd holder imidlertid hurtigt op, da han finder ud af, at Gertrud har givet Den store Bog væk til spejdernes avisindsamling, og han forsvinder ud af døren i raseri |                               |        |
| 17     | Gertrud er ude af sig selv over, at hun har givet Bennys bog væk. Hun kommer dog i bedre humør, da hendes søster ringer, efter at hun og Kaj er kommet hjem fra Rhodos. Nisserne bryder ind i kartoffelavlernes hus, for at stjæle bogen tilbage. Men både Benny og bogen er væk, og de tror, at han er stukket af med den. |                               |        |
| 18     | Nisserne er fortvivlede over at have mistet Den store Bog. Gynther prøver at snitte sig ud af krisen, men uden held. Benny vender, til Gertruds lettelse, tilbage med bogen. Oluf prøver at føre samtale med Benny, men Benny er så opslugt af bogen, at Oluf slet ikke kan komme i kontakt med ham |                               |        |
| 19     | Benny prøver nye muligheder af i bogen, og forvolder ved hjælp af voodoo Gynther hovedpine. Gertrud prøver at få Oluf til at ønske sig noget andet end en pibe til jul. Senere på aftenen får Benny fat i snapsflasken, og ender med at drikke sig selv i søvn. Hansi har været oppe ved kartoffelavlergården, og har godt nyt: Nåså'eren er vendt tilbage med Den store Bog. Fritz planlægger straks, at de skal tage op og stjæle bogen tilbage. De finder den sovende Benny med bogen, og selvom Gynther har den største lyst til at banke ham, nøjes de med at tage bogen fra ham. |                               |        |
| 20     | Om morgenen finder Gertrud Benny sovende ved køkkenbordet. Da han vågner, plaget af tømmermænd, kan han ikke huske, hvad han lavede aftenen forinden. Først da Gertrud nævner bogen for ham, går det op for ham, at bogen igen er væk. Efter at blive overbevist om, at det ikke er Gertruds skyld, styrter han hen til hulen - men nisserne har låst lemmen. Gynther er igen i stand til at snitte, nu da de har fået bogen tilbage. Hansi virker tavs og melankolsk. |                               |        |
| 21     | Benny vil sprænge sig vej ind i hulen, men får i sin iver/rus viklet foden ind i sprængledningen, og vender således tilbage til kartoffelavlergården uden bogen, men med den ene side af hovedet sprængt i laser. Mens Gertrud forsøger at desinficere sårene med husholdningssprit, besvimer Oluf ved synet. Fritz og Gynther undrer sig over braget udenfor hulen, og slår det op i Den store Bog: "That's not noget", står der. Hansi er i en helt anden verden på grund af "the kartoffelwoman" - han synes hun ligner hans kæreste derhjemme |                               |        |
| 22     | Hansi har fået nok af at blive hundset rundt med af Fritz, og går til sidst helt amok. Gynther mener, at propellen omsider er ved at være færdig. Mens Gertrud fortsat desinficerer Benny, forsøger Benny at komme ud og finde bogen, men uden held. Gertrud overtaler i øvrigt Benny til at blive julen over. Oluf vender tilbage fra skoven med et juletræ, men juletræsfoden er i den store kasse med julepynt, som Gertrud stadig ikke har fundet. |                               |        |
| 23     | Det er lykkedes Benny at stikke af, uden at Gertrud har opdaget det. Da Gertrud vil hænge en juledekoration op, opdager hun, at Olufs jagtgevær også er forsvundet. Til gengæld finder hun omsider den store kasse med julepynt, og kan nu endelig få pyntet færdigt (!) Propellen er endelig blevet færdig, og Gynther får en medalje af Fritz. Mens Hansi er blevet sat til at pudse Fritz' støvler, skal Gynther ud og tisse - selvom de andre ikke mener, man kan tillade sig at tisse i en julekalender. Uden for hulen bliver Gynther pludselig holdt op af en bevæbnet Benny. |                               |        |
| 24     | Nisserne bliver holdt op af Benny, som med jagtgeværet er trængt ind i hulen for at få fat i bogen. Benny stikker dog af uden at skyde nisserne, og desuden med den forkerte bog. Det lykkes nisserne at komme af sted med flyveren, inden Benny kan nå at standse dem. Nisserne vender hjem til Gammel Nok med nøglen, og når lige akkurat at trække spilledåsen op. Gertrud har været bekymret for Benny, men Benny får andet at tænke på da han opdager, at han har fået fat i "Den store Kogebog". Han styrter ud af døren, men når ikke at indhente nisserne. Mens Benny er helt ude af den, får han en bog om nisser i julegave. Gertrud får også sin foodprocessor, Oluf får sin pibe, og Gertrud får Oluf med ind under misteltenen. Glade, dæjlige jul! |                               |        |